# Eupithecia jejunata
Euphitecia jejunata es una especie de polilla de la familia Geometridae. La especie fue descrita por primera vez por James Halliday McDunnough habiendo sido descrita en 1949, con distribución descrita especialmente en Texas y el Este de Estados Unidos. El holotipo de la especie, un espécimen femenino, fue descrito en los alrededores de Georgetown (Texas).

## Distribución
E. jejunata se encuentra en los Estados Unidos, desde el este de Texas, al norte hasta Arkansas y Missouri, al este a través de Luisiana y Mississippi hasta Florida y al norte hasta la costa de Carolina del Norte.